# Emma Forrest
Emma Forrest (Londra, 26 dicembre 1977) è una giornalista e scrittrice britannica residente a Los Angeles.

## Biografia
Giornalista dall'età di 15 anni, ha esordito con un articolo sulla cantante Madonna pubblicato dal giornale di Londra Evening Standard. Ottiene ben presto una colonna sul Sunday Times, intitolata Generation X, cosa che la costringe ad abbandonare gli studi per girare il mondo e intervistare numerosi esponenti della musica Britpop e Indie, tra gli artisti intervistati c'è Richey Edwards, membro dei Manic Street Preachers.
Trasferitasi negli USA, ha poi lavorato per i giornali Vogue, Vanity Fair, Harper's Bazaar, Time Out, Guardian, NME, Interview, e Blackbook. Nel 2007 ha pubblicato negli Stati Uniti Damage Control, una raccolta di brani scritti da varie attrici a scrittrici, tra cui l'amica Minnie Driver e Rose McGowan.
Nel settembre del 2000 la compagnia di Brad Pitt Plan B Entertainment ha comprato i diritti di una sceneggiatura scritta dalla Forrest, Becoming Music, sulla vita del cantante Jeff Buckley. La scrittrice ha inoltre ultimato la sceneggiatura di Liars (A-E), la cui trasposizione cinematografica sarà affidata alla regia di Richard Linklater e vedrà la partecipazione dell'attrice Rebecca Hall.
Nel 2018 esordisce alla regia con Untogether, presentato in anteprima mondiale al Tribeca Film Festival. Tra i protagonisti l'ex marito Ben Mendelsohn, Alice Eve, Jamie Dorman e le sorelle Lola e Jemima Kirke.

## Opere

### Romanzi
- Non Fare La Splendida (1999)
- Thin Skin (2002)
- Cherries in the Snow (2005)
- Your Voice In My Head (2010)

### Film

#### Regia e Sceneggiatura
- Untogether (2018)

## Vita privata
Grazie all'amico regista Martin McDonagh conosce nel 2008 l'attore Colin Farrell, con il quale intraprende una relazione che terminerà nei primi mesi dell'anno successivo. Nel giugno del 2012 si sposa con l'attore australiano Ben Mendelsohn presso l'hotel Chateau Marmont di Los Angeles.
Durante il montaggio del film Untogether, girato dalla Forrest e interpretato, tra gli altri, dal marito Ben, la coppia si separa; qualche settimana più tardi la Forrest chiederà, e otterrà, il divorzio.